# 梁銘
梁銘（？—1427年），河南汝寧府汝陽縣人，明朝軍事人物。保定伯。

## 生平
靖難之役時，梁銘任燕山前衛百戶跟隨燕王朱棣起兵，從燕世子朱高熾守北平，李景隆圍城時盡力作戰。累功至後軍都督僉事，侍太子監國。永樂八年（1410年）因事連坐下獄，永樂十九年（1421年）起復原職，輔佐都督僉事胡原在廣東逮捕倭寇。明仁宗（朱高熾）即位後，升都督同知。其後以參將佩征西將軍印，與都督同知陳懷鎮守寧夏衛，論守城功封保定伯，俸祿千石，予世券。宣德元年（1426年）御史石璞論劾其貪黷被逮下獄，本當奪爵，獲明宣宗寬宥。宣德二年（1427年）任左副總兵輔佐安遠侯柳升征討黎利，同年九月二十日柳升在支棱關兵敗後梁銘亦死去，其死因，中國方面的史料稱是在柳升兵敗翌日病亡，越南方面的史料則稱是病重時在九月二十五日被黎利的軍隊斬殺。子梁珤襲保定伯爵位。